# Psihiatrie pediatrică
Psihiatria și psihoterapia copilului și adolescentului reprezintă o practică medicală specializată în diagnosticarea, tratamentul, prevenirea și reabilitarea tulburărilor psihice, psihosomatice, psiho-organice și a celor psihologice, de etiologie mono- sau multifactorială, apărute în perioada dezvoltării, până la vârsta de 18 ani.